# ویلی هانسن
ویلی هانسن (دانمارکی: Willy Hansen; ۴ آوریل ۱۹۰۶ – ۱۸ مارس ۱۹۷۸) دوچرخه‌سوار اهل دانمارک بود.
وی در مسابقات کشوری و بین‌المللی در مجموع برندهٔ ۱ مدال طلا، ۱ مدال نقره، ۱ مدال برنز شده‌است.